# Банку, Никушор
Ни́кушор Си́львиу Ба́нку (рум. Nicușor Silviu Bancu; 18 сентября 1992, Крымпоя) — румынский футболист, защитник румынского клуба «Университатя» и сборной Румынии. Участник чемпионата Европы 2024.

## Клубная карьера
Родился 18 сентября 1992 года в городе Крымпоя. Воспитанник футбольной школы клуба «Олт» (Слатина). Взрослую футбольную карьеру начал в 2011 году в основной команде того же клуба, в которой провёл три сезона, приняв участие в 68 матчах лиги II.
Летом 2014 года Банку присоединился к высшего команды «Университатя», за который дебютировал 25 июля 2014 года в домашней игре лиги против «Пандурия» (1:1). 22 сентября 2014 года он забил первый гол в высшем дивизионе в выездной игре против «Университатя» (Клуж-Напока), помог своей команде выиграть 2:0. В сезоне 2017/18 со «студентами» Банку выиграл Кубок Румынии, а в сезоне 2020/21 повторил это достижение. В феврале 2019 года, после ухода капитана команды Александра Митрицэ, Банку был назначен новым капитаном команды.

## Карьера в сборной
8 октября 2017 года дебютировал в официальных матчах в составе национальной сборной Румынии в матче отбора на чемпионат мира 2018 против Дании (1:1), который проходил в Копенгагене вничью. На 66-й минуте этого матча Банку сменил Константина Будеску.

## Достижения
«Университатя» (Крайова)
- Обладатель Кубка Румынии (2): 2017/18, 2020/21
- Обладатель Суперкубка Румынии: 2021